# 하피 (이집트 신화)

한쌍의 하피가 상하이집트를 묶고 있다

하피(Hapi)는 나일강의 주기적 범람을 상징하는 신이다. 나일강의 범람은 퇴적을 땅에 쌓아 기름진 땅을 만들어 주기 때문에, 하피는 농작의 신으로도 여겨졌다.

## 이름
틀:외래어 표기 Hapi

## 신화
나일강의 신. 남성 신이지만 유방(乳房)이 있고, 때로 온몸에 푸른 파상(波狀)의 수문(水紋)이 덮인다고 한다. 그가 소지한 파피루스ㆍ연화(蓮華)의 2종 식물(植物)은 나일 강 산하 유역 여러 나라의 통일을 표징(表徴)하고 있다.
출처 : 한국 인명사전

## 같이 보기
- 이집트 신화
- 하피